# Frywałd
Frywałd es una villa polaca atravesada por el Río Sanka, que cuenta con una población de aproximadamente 265 habitantes. 
- Wikimedia Commons alberga una categoría multimedia sobre Frywałd.

- Datos: Q3495151
- Multimedia: Frywałd / Q3495151

1. ↑  Worldpostalcodes.org,código postal n.º 32-067.